# 加藤義行
加藤 義行（かとう よしゆき、1927年10月25日 - 2008年1月21日）は、日本の経営者。テレビ大阪社長を務めた。

## 来歴・人物
愛知県出身。1951年に愛知大学を卒業し、同年に日本経済新聞社に入社。1981年6月にテレビ大阪取締役に就任し、1983年6月に常務、1986年3月に専務を経て、1990年6月に社長に就任。1995年6月に会長に就任し、1998年6月に相談役を経て、2000年6月に顧問に就任。
2000年11月に勲四等旭日小綬章を受章。
2008年1月21日に急性呼吸不全のために死去。80歳没。